# 黙想
黙想（もくそう）は、目を閉じて静かに自らの内面に深く沈思し、故人や神や自分の信じる信仰における絶対的な存在と触れ合い、故人への思いや人生、生きることの意味について思いをめぐらす行為、または高位の者が退官する際等その式典などに於いて去りゆく者を黙ってじっと見つめて送り出す行為（去り際の背を見つめるなど）をいう。
英語では、meditation、もしくはsilent meditationというが、古くはキリスト教の修道会や修道院では、brown studyといったこともある。この場合のbrownは、「陰鬱な」という意味、のちにこの意味は、この英語表現からの薄れていった。本来は、キリスト教の用語であるが、現在は広く追悼、慰霊の宗教的儀式一般でも用いられる。黙祷という言い方もする。また、柔道や剣道などの武道においても、精神統一の観念から稽古の前後に行われる。